# Liste der kanadischen Botschafter in Osttimor

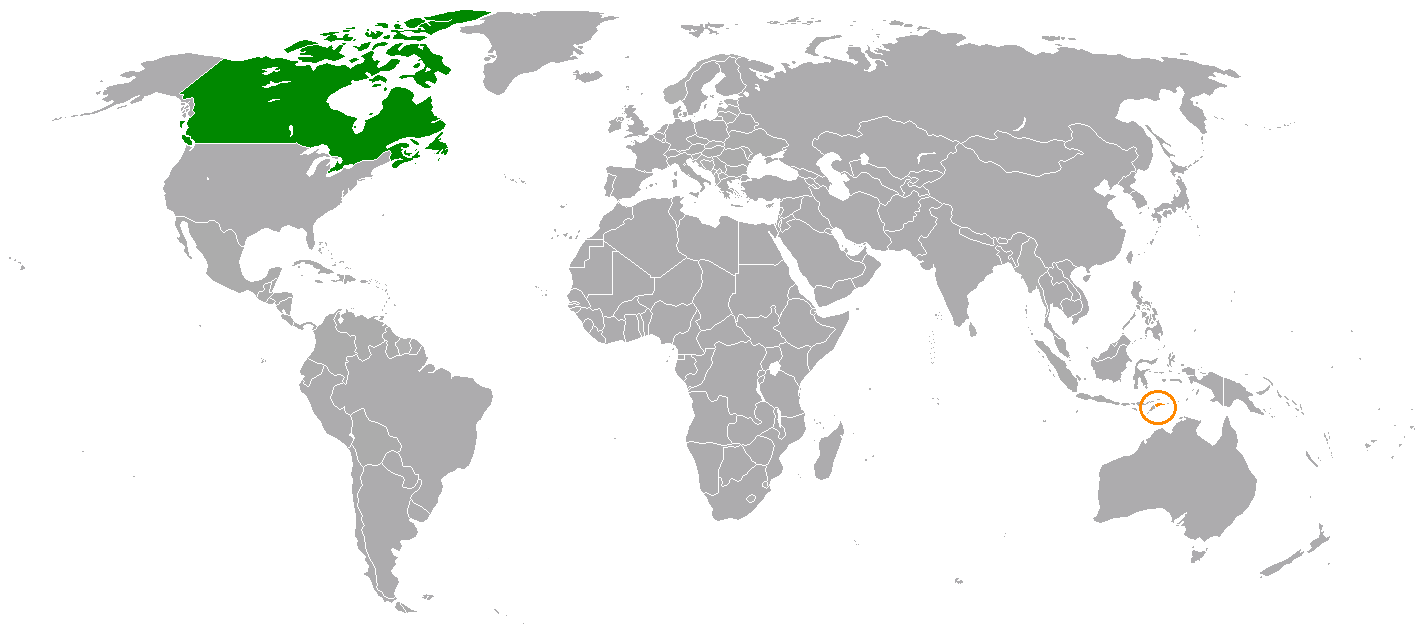
Kanada (grün) und Osttimor (orange)

Die Liste führt die Botschafter Kanadas in Osttimor auf. Der Botschafter hat seinen Sitz in Jakarta.

## Liste
| Name            | Amtszeit  | Bemerkungen                                                  |
| --------------- | --------- | ------------------------------------------------------------ |
| ?               |           |                                                              |
| Peter MacArthur | 2017–2019 | Akkreditierung: 30. Juni 2017                                |
| Cameron MacKay  | 2019–2021 |                                                              |
| Nadia Burger    | 2022–2023 | Akkreditierung: 29. April 2022 (online)                      |
| Jess Dutton     | seit 2024 | Ernennung: 23. Oktober 2023 Akkreditierung: 19. Februar 2024 |